# شعر جاز
شعر جاز (انگلیسی: Jazz poetry)، شعری است که برای همراهی با جاز سروده می‌شود.

## شعر جاز
به عنوان شعری تعریف شده‌است که «ریتم جاز را نشان می‌دهد» و شعری است که موسیقی جاز را موضوع خود قرار می‌دهد.

## بیت
هنگامی که اعضای نسل بیت در طول دهه ۱۹۵۰ شروع به پذیرش جنبه‌های فرهنگ آفریقایی-آمریکایی کردند، هنر شعر جاز تمرکز خود را از غرور نژادی و فردیت به خودانگیختگی و آزادی تغییر داد.
در دهه ۱۹۶۰، لوروی جونز، شاعر بیت، نام خود را به امیری باراکا تغییر داد و ایده شعر جاز را به عنوان منبع غرور سیاهان زنده کرد. باراکا یک ناسیونالیست فرهنگی بود که معتقد بود «سیاهان یک نژاد، یک فرهنگ، یک ملت هستند».